# Ibn Hamdis
ʿAbd al-Jabbār ibn Muḥammad ibn Ḥamdīs (in arabo عبد الجبار بن أبي بكر بن محمد بن حمديس الأزدي الصقلي أبو محمد‎?; Siracusa o Noto, 1056 circa – Bijāya, 1133) è stato un poeta arabo in lingua siculo-araba, massimo esponente della poesia araba di Sicilia a cavallo tra l'XI e il XII secolo.

## Biografia
Abū Muḥammad ʿAbd al-Jabbār ibn Abī Bakr ibn Muḥammad ibn Ḥamdīs al-Azdī al-Ṣiqillī nacque da una famiglia nobile intorno al 1056. Verso il 1078, quando era già in stato avanzato la conquista normanna della Sicilia, lasciò l'isola imbarcandosi nel porto di Marzamemi per giungere in al-Andalus dopo una traversata in cui toccò la costa dell'Ifriqiya. A Siviglia fu accolto alla corte del principe, poeta e mecenate Muhammad al-Muʿtamid, in una sorte che lo accomunava a quella dell'altro esule siciliano al-Ballanūbī. Al principe abbadide rimase amichevolmente vicino anche dopo la detronizzazione subita dagli Almoravidi e il conseguente imprigionamento in Marocco. Dopo la morte dell'amico (1095), fu accolto a Bijāya, in Algeria, sotto la protezione del principe hammadita Mansur ibn Nasir. Dopo la scomparsa di quest'ultimo (1105) fu ospitato per almeno un ventennio nella città tunisina di Mahdia alla corte dei principi ziridi. Una poesia di Ibn Ḥamdīs celebra la vittoria ziride contro la flotta normanna a capo Dimas nel 1123. Ibn Ḥamdīs continuò il suo peregrinare nei paesi dell'Islam mediterraneo fino alla sua morte che lo colse a Bijāya (oggi Béjaïa, Algeria) quasi ottantenne, nel 1133. La vecchia tesi secondo cui Ibn Hamdîs sarebbe morto a Maiorca è da scartarsi, in quanto lo stesso canzoniere del poeta testimonia che nell'anno della propria morte egli si trovava alla corte Hammadide di Bijāya. Ibn Hamdîs muore dunque lontano dalla patria di cui aveva conservato un vivo ricordo e a cui aveva dedicato versi di accorato rimpianto: qualche anno dopo aver lasciato la Sicilia, Noto, città che aveva conosciuto e in cui aveva vissuto, ultime a resistere all'invasione, erano cadute sotto il dominio normanno rispettivamente nel 1086 e nel 1091. 

## Poetica
Di Ibn Ḥamdīs ci è pervenuto un dīwān, ossia un canzoniere di componimenti poetici, composto di 360 qasāʾid (poesie), per un totale di più di 6.089 versi. I temi trattati sono vari, dalla descrizione di particolari della vita di tutti i giorni, al panegirico in onore di principi alla corte dei quali era ospitato. Molte qaside sono dedicate alla Sicilia perduta della sua giovinezza. Molte sono dedicate alla bellezza femminile e al vino, in uno stile che ricorda quello del suo celebre contemporaneo persiano Omar Khayyam.

## Traduzione ed edizioni del canzoniere
Del dīwān di Ibn Ḥamdīs esistono almeno due copie manoscritte, una alla Biblioteca Vaticana e un'altra a San Pietroburgo. L'opera fu scoperta nel XIX secolo dall'arabista siciliano Michele Amari, che si dovette confrontare col problema della traslitterazione in uso per la lingua araba tra gli studiosi di tutto il mondo. Altre qasida di Ibn Ḥamdīs sono citate in opere di altri autori della letteratura araba. La prima trascrizione del diwan in arabo moderno fu curata da Celestino Schiaparelli, allievo di Amari, e fu pubblicata in Italia nel 1897. Schiaparelli curò una traduzione in italiano che rimase inedita. Nel 1960, il noto studioso ed editore di testi, Iḥsān ʿAbbās, sulla base di ulteriori documenti, pubblicò una nuova versione araba del dīwān contenente 370 qaside, 10 in più rispetto alla versione di Schiaparelli. Nel 1998, infine, il dīwān, completo nella traduzione di Schiaparelli, fu pubblicato in italiano da Sellerio dopo il ritrovamento del manoscritto originale da parte di Stefania Elena Carnemolla. Esistono anche altre raccolte parziali in italiano pubblicate nel corso gli ultimi decenni.

## L'influenza di Ibn Hamdis nella cultura di oggi
Dimenticato per buona parte del XX secolo, Ibn Hamdis viene citato da Leonardo Sciascia nell'articolo del 1969 Sicilia e sicilitudine, compreso nella raccolta La corda pazza. Dagli anni novanta si assiste in Italia a una rivalutazione dell'opera di Ibn Ḥamdīs anche al di fuori dell'arabistica, e più in generale della cultura araba in Sicilia. Ciò ha ispirato anche poeti e musicisti italiani. Nell'opera del poeta siciliano Sebastiano Burgaretta l'influenza di Ibn Ḥamdīs è chiara. E al grande poeta arabo-siculo, Burgaretta ha dedicato un'intensa lirica in lingua siciliana, poi vincitrice del Premio Vann'antò Saitta. 
Nel 2007, in Sicilia, le manifestazioni Zagara e Rais e, con il patrocinio della Regione Siciliana a cura di Antonino Reitano, Poesia araba siciliana hanno inteso onorare i poeti arabi di Sicilia.
L'ensemble musicale Milagro acustico ha dedicato tre album alla poesia dei poeti arabi di Sicilia e in particolare a Ibn Hamdis: Poeti Arabi di Sicilia (2005 Compagnia Nuove Indye), SIQILIAH terra d'Islam - Viaggiatori e poeti arabi di Sicilia (2007 Compagnia Nuove Indye) e SICILIA ARABA (2013 Cultural Bridge Indie Label).
Nel 2008, la cantante catanese Etta Scollo, con la collaborazione della professoressa Corrao, curatrice della raccolta Poeti Arabi di Sicilia e insieme ad altri artisti del gruppo Ensamble, ha organizzato sulla poetica di Ibn Ḥamdīs, e di altri poeti arabi di Sicilia, lo spettacolo Il Fiore Splendente, che ha avuto molto successo anche in Germania, e di cui ha fatto un cd musicale.
Nl 2010, nasce il Platinum trio (Maurizio Maiorana voce e fiati, Giorgia Panasci, arpa, Wanda Modestini violoncello) che utilizza le liriche di poeti arabi siciliani come Ibn Hamdis e Al Billanubi, oltre che liriche legate alla scuola poetica siciliana, musicate dal Maestro Mario Modestini. Nel 2011 viene prodotto il relativo CD "Federicea" da Panastudio
Nel 2011, il musicista siciliano Franco Battiato ha messo in musica alcune opere di Ibn Hamdis in un progetto musicale intitolato Diwan: L'essenza del reale, al fine di festeggiare i 150 anni dell'Unità d'Italia con un omaggio alla ricchezza delle sue radici culturali.
Nel 2019, il musicista siciliano Calogero Giallanza ha inciso The dream of Ibn Hamdis.

Nel 2023, si è tenuta a Palermo la prima edizione del "Premio letterario Ibn Hamdis" . L'iniziativa, promossa dal Lions Club Palermo dei Vespri,  ha l’obiettivo di incentivare la produzione di opere letterarie in lingua italiana e nelle lingue vernacolari d'Italia.
Il 30 giugno del 2025 il Ministero delle Imprese e del Made in Italy ha emesso un francobollo dedicato al poeta arabo siciliano Ibn Hamdis. 

### Edizioni deldiwan
- Ibn Hamdis, Il canzoniere di Ibn Hamdîs, a cura di Celestino Schiaparelli, Tipografia della Casa Editrice Italiana, Roma, 1897 (pdf di 500 Mb)
- Ibn Hamdis, Diwan, a cura di I. Abbas, Beirut, 1960 (contiene 370 componimenti, in arabo)
- Ibn Hamdis, Antologia poetica, traduzione di Andrea Borruso, Tallone, Alpignano, 1993
- Ibn Hamdis, La polvere di diamante, a cura di Borruso A., Salerno Editore, 1994. ISBN 88-8402-142-1 (raccolta di 112 poesie)
- Ibn Hamdis, Il Canzoniere, a cura di Stefania Elena Carnemolla, traduzione di C. Schiaparelli, Sellerio Editore, 1998, Palermo. ISBN 88-389-1418-4 (Il diwan completo)

### Raccolte di poeti arabi siciliani
- Michele Papa, I poeti arabo-siciliani, con prefazione di Mario Soldati, Giannotta, Catania 1973.
- Francesca Maria Corrao, Poeti arabi di Sicilia, Mondadori, Milano 1987.
- Francesca Maria Corrao, Poeti arabi di Sicilia, Mesogea, Messina 2002, ISBN 88-469-2023-6.
- Carlo Ruta, Poeti arabi di Sicilia, Edi.bi.si., Messina 2002.
- Antonino Reitano, Poesia araba siciliana, patrocinato dalla Regione Siciliana, A.P.ED, Carlentini 2007.
- Piero Cutrupi, Poesia e cultura araba nella Sicilia medioevale, Città del Sole, Reggio Calabria 2014, ISBN 978-88-7351-693-4.